# كلارك بولاك
كلارك بولاك (بالإنجليزية: Clark Polak)‏ هو صحفي أمريكي، ولد في 1937 في فيلادلفيا في الولايات المتحدة، وتوفي في 1980 في لوس أنجلوس في الولايات المتحدة.